# Susana Sumelzo
Susana Sumelzo Jordán (Zaragoza, 22 de diciembre de 1969) es una política española del Partido Socialista, que actualmente se desempeña como secretaria de Estado para Iberoamérica y el Caribe y el Español en el Mundo desde 2023.
Ha sido diputada por la provincia de Zaragoza en el Congreso de los Diputados entre 2011 y 2024, así como senadora por la misma provincia entre 2008 y 2011. En el ámbito de su partido, el PSOE, ha sido secretaria de Administraciones Públicas desde julio de 2014 hasta octubre de 2016 y secretaria de Política Municipal entre junio de 2017 y octubre de 2021.

## Biografía
Nacida el 22 de diciembre de 1969 en Zaragoza. Licenciada en Derecho por la Universidad de Zaragoza y postgrado en Desarrollo Económico Local por la Universidad Autónoma de Madrid.
En la IX legislatura (2008-2011) fue senadora por la provincia de Zaragoza y portavoz socialista en la Comisión Constitucional del Senado. Desde el 13 de diciembre de 2011 es diputada en el Congreso de los Diputados por la provincia de Zaragoza. En la X legislatura (2011-2015) fue portavoz adjunta en la Comisión Constitucional y portavoz de Administraciones Públicas del Grupo Parlamentario Socialista. En la XI legislatura (2015-2016) fue la portavoz socialista en la Comisión de Igualdad. En la XII Legislatura fue vicepresidenta primera de la Comisión Mixta de Control Parlamentario de la Corporación RTVE y sus Sociedades y miembro de la Diputación Permanente del Congreso de los Diputados. En la XIV legislatura es la presidenta de la Comisión Mixta Congreso-Senado para la Unión Europea y miembro de la Asamblea Parlamentaria del Consejo de Europa.
Tras el Congreso Extraordinario del PSOE celebrado el 27 de julio de 2014 fue designada secretaria de Administraciones Públicas de la Comisión Ejecutiva Federal del PSOE. Desde el Congreso Extraordinario de junio de 2017 hasta octubre de 2021 ha sido secretaria de Política Municipal de la Comisión Ejecutiva Federal del PSOE.
Susana Sumelzo fue una de los quince diputados del PSOE que votaron 'no' en la segunda sesión de investidura de Mariano Rajoy en la XII legislatura.
En diciembre de 2023, fue nombrada secretaria de Estado para Iberoamérica y el Caribe y el Español en el Mundo por el entonces ministro José Manuel Albares. En enero de 2024 renunció a su escaño tras más de 13 años representando a la provincia de Zaragoza, con el objetivo de centrarse en sus responsabilidades gubernamentales.

## Cargos desempeñados
- Senadora por la provincia de Zaragoza en el Senado de España (2008-2011).
- Diputada por la Provincia de Zaragoza en el Congreso de los Diputados (2011-2024).
- Secretaria de Administraciones Públicas del PSOE (2014-2016).
- Secretaria de Política Municipal del PSOE (2017-2021).
- Presidenta de la Comisión Mixta Congreso-Senado para la Unión Europea (2019-2023).
- Miembro de la Asamblea Parlamentaria del Consejo de Europa (2020-2023).
- Secretaria de Estado para Iberoamérica y el Caribe y el Español en el Mundo (desde 2023).